# Xuân Lao
Xuân Lao là một xã thuộc huyện Mường Ảng, tỉnh Điện Biên, Việt Nam.

## Địa lý
Xã Xuân Lao nằm ở phía đông nam của huyện Mường Ảng, có vị trí địa lý:
- Phía đông giáp xã Búng Lao và huyện Tuần Giáo
- Phía tây giáp xã Mường Lạn và xã Nặm Lịch
- Phía nam giáp huyện Điện Biên Đông và tỉnh Sơn La
- Phía bắc giáp xã Búng Lao và huyện Tuần Giáo.

Xã Xuân Lao có diện tích 59,80 km², dân số năm 2022 là 5.533 người,  mật độ dân số đạt 92 người/km².

## Hành chính
Xã Xuân Lao được chia thành 14 bản.

## Lịch sử
Ngày 14 tháng 11 năm 2006, Chính phủ ban hành Nghị định số 135/2006/NĐ-CP về việc:
- Thành lập xã Xuân Lao thuộc huyện Tuần Giáo trên cơ sở 5.478,05 ha diện tích tự nhiên và 4.079 nhân khẩu của xã Búng Lao.
- Chuyển xã Xuân Lao thuộc huyện Tuần Giáo về huyện Mường Ảng mới thành lập quản lý.

Ngày 26 tháng 8 năm 2019, HĐND tỉnh Điện Biên ban hành Nghị quyết số 124/NQ-HĐND về việc:
- Sáp nhập bản Co Hịa vào Bản Kéo.
- Thành lập bản Pháy Váng trên cơ sở bản Pá Uổi và Bản Pháy.
- Sáp nhập một phần của bản Chiềng Xôm vào bản Món Hà.
- Sáp nhập phần còn lại của bản Chiềng Xôm và bản Chiềng Lao vào Bản Lao.
- Sáp nhập bản Xuân Lứa vào Bản Khén.
- Sáp nhập bản Thẳm Chẩu vào bản Chùa Sấu.